# 2. Infanterie-Brigade Nr. 46
Die 2. Infanterie-Brigade Nr. 46 war ein Großverband der Sächsischen Armee.

## Geschichte
Die Brigade wurde am 1. April 1867 in Bautzen aufgestellt und hatte dort ihren Standort bis 1878, anschließend bis zu ihrer Auflösung zum 1. April 1915 in Dresden. Sie war ein Teil der 1. Division Nr. 23, die dem XII. Armee-Korps zugeordnet war.

### Untergeordnete Einheiten
1867–1872
- Linien-Infanterie-Regiment „Prinz Anton“
- 4. Infanterie-Regiment Nr. 103

1873–1888
- 3. Infanterie-Regiment Nr. 102
- 4. Infanterie-Regiment Nr. 103
- 3. Landwehr-Regiment Nr. 102
- 4. Landwehr-Regiment Nr. 103

1889–1899
- wie 1867 bis 1872

1899–1900
- 3. Infanterie-Regiment Nr. 102 „Prinzregent Luitpold von Bayern“
- 12. Infanterie-Regiment Nr. 177

1901–1902
- wie vor,
- zusätzlich 1. Pionier-Bataillon Nr. 12

1903–1908
- wie 1899 bis 1900

1909–1912
- 12. Infanterie-Regiment Nr. 177
- 13. Infanterie-Regiment Nr. 178

1912–1914
- Schützen-(Füsilier-)Regiment „Prinz Georg“ Nr. 108
- 16. Infanterie-Regiment Nr. 182
- 1. Jäger-Bataillon Nr. 12

Kriegsgliederung 1914–1918 
- Schützen-(Füsilier-)Regiment „Prinz Georg“ Nr. 108
- 16. Infanterie-Regiment Nr. 182
- 1. Eskadron/3. Husaren-Regiment Nr. 20

### Deutsch-Französischer Krieg
Im Deutsch-Französischen Krieg 1870/71 war die Brigade unter dem Befehl von Alban von Montbé eingesetzt und am 1. September 1870 an der entscheidenden Schlacht bei Sedan beteiligt.

### Erster Weltkrieg
Die Brigade wurde während des gesamten Krieges von Generalmajor Bernhard von Watzdorf geführt. Zu den Kampfhandlungen, Gefechten und Schlachten siehe Gefechtskalender der 23. Infanterie-Division
Zum 1. April 1915 wurde sie aufgelöst.

### Kommandeure
| Name                                      | Datum                                     |
| ----------------------------------------- | ----------------------------------------- |
| Gustav Erwin Nehrhoff von Holderberg      | 01. April 1867 bis 19. Juni 1869          |
| Alban von Montbé                          | 20. Juni 1869 bis 3. Januar 1874          |
| Ludwig von Hausen                         | 04. Januar 1874 bis 29. November 1878     |
| Kurt Haubold von Einsiedel                | 30. November 1878 bis 5. Juli 1883        |
| Bernhard von Holleben genannt von Normann | 06. Juli 1883 bis 31. März 1887           |
| Johannes Anton Larraß                     | 01. April 1887 bis 19. März 1890          |
| Otto Paul Weber                           | 20. März bis 19. Mai 1890                 |
| Karl von Friesen                          | 20. Mai 1890 bis 18. April 1891           |
| Erwin von Minckwitz                       | 19. April 1891 bis 6. April 1894          |
| Kurt von Schmalz                          | 07. April 1894 bis 6. April 1897          |
| Leo von Carlowitz                         | 07. April 1897 bis 20. April 1899         |
| Klemens Meißner                           | 21. April 1899 bis 22. März 1901          |
| Benno von Kaufmann                        | 23. März 1901 bis 10. September 1903      |
| Georg von Wagner                          | 11. September 1903 bis 19. September 1904 |
| Arndt von Hausen                          | 20. September 1904 bis 15. August 1906    |
| Richard Theodor von Hennig                | 16. August 1906 bis 20. November 1909     |
| Arndt von Criegern                        | 21. November 1909 bis 28. März 1910       |
| Horst Edler von der Planitz               | 29. März 1910 bis 22. September 1911      |
| Kurt Hempel                               | 23. September 1911 bis 24. März 1913      |
| Bernhard von Watzdorf                     | 25. März 1913 bis 27. Januar 1915         |
| Woldemar Vitzthum von Eckstädt            | 28. Januar bis 31. März 1915              |